# Chadli Amri
Chadli Amri (en árabe شاذلي عمري ) (Saint-Avold, Francia, 14 de diciembre de 1984) es un futbolista franco-argelino que juega en el FC Differdange.

## Selección nacional
Su debut en la Selección de fútbol de Argelia se produjo el 2 de septiembre de 2006 en un partido contra Guinea; ha jugado 10 partidos internacionales.

## Clubes
| Club                 | País       | Año           |
| -------------------- | ---------- | ------------- |
| 1. FC Saarbrücken    | Alemania   | 2005-2006     |
| 1. FSV Mainz 05      | Alemania   | 2006-2010     |
| 1. FC Kaiserslautern | Alemania   | 2010-2012     |
| FSV Frankfurt        | Alemania   | 2013          |
| 1. FC Kaiserslautern | Alemania   | 2013          |
| MC Oran              | Argelia    | 2014          |
| FC Homburgo          | Alemania   | 2014-2017     |
| FC Differdange       | Luxemburgo | 2017-presente |